# الدوري الهولندي الدرجة الثانية 1966–67
الدوري الهولندي الدرجة الثانية 1966–67 (بالهولندية: Tweede divisie 1966/67)‏ هو موسم من الدوري الهولندي الدرجة الثانية. فاز فيه نادي هارلم.